# Andro (album)
Andro è il terzo album in studio da solista del musicista statunitense Tommy Lee, pubblicato nel 2020.

## Tracce
1. Knock Me Down (feat. Killvein) – 2:31
2. You Dancy (feat. Lukas Rossi) – 2:00
3. Ain't Telling Me Nothing (feat. PAV4N) – 2:19
4. Soma Coma (feat. Shotty Horroh) – 2:22
5. When You Were Mine (Prince cover) (feat. Lukas Rossi) – 3:37
6. Hot Fudge Sundae (skit) (feat. Josh Todd) – 0:33
7. Caviar on a Paper Plate (feat. Mickey Avalon) – 2:14
8. Leave Me Alone (feat. Killvein) – 1:59
9. Demon Bitches (feat. Brooke Candy & Moon Bounce) – 3:04
10. P.R.E.T.T.Y. (feat. King Elle Noir) – 3:45
11. Tops (feat. Push Push) – 2:27
12. Make This Storm (feat. King Elle Noir) – 2:38
13. Make It Back (feat. PLYA) – 3:13
14. Tommy Lee (Tommy Lee Remix) (feat. Post Malone & Tyla Yaweh) – 3:51